# Longships

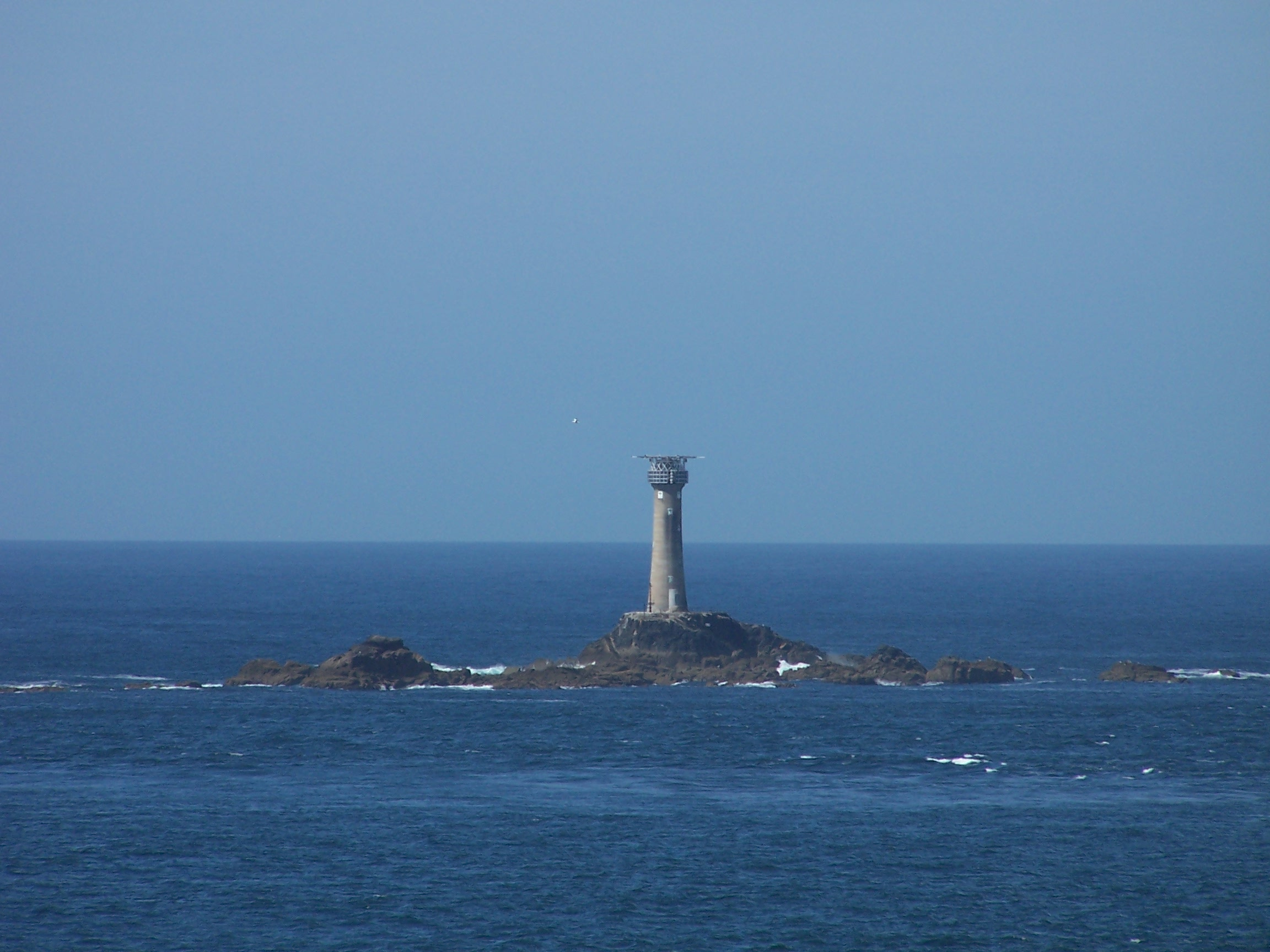
Longships fyrtorn sett från land

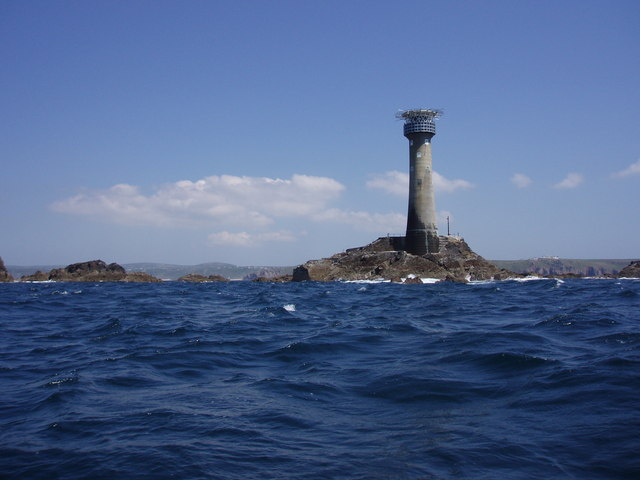
Longships fyrtorn sett från havssidan

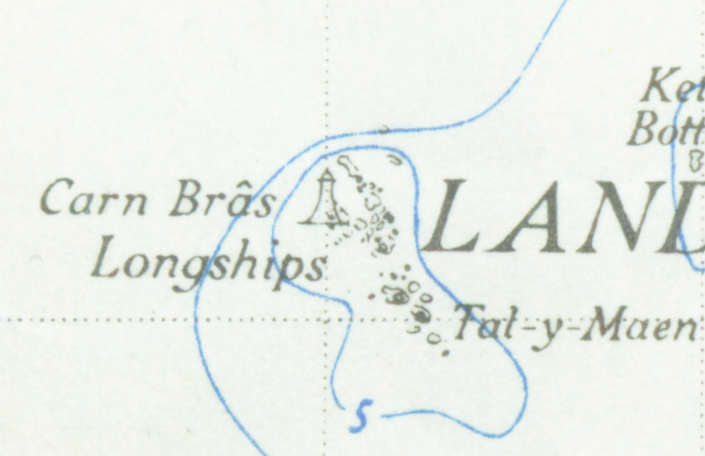
Karta över Longships från 1946

Longships är en grupp med holmar belägna cirka 2 kilometer väster om Land's End i Cornwall i Storbritannien.
Många av Longships holmar täcks vid högvatten, men de tre största öarna i gruppen: Tal-y-Maen, Carn Bras och Meinek ligger över högvattenmärket. 
Två mindre holmar kända som Kettle's Bottom ligger mitt emellan Longships och cornwalls kust. Longships (förutom Kettle's Bottom) tillhör regionen Sennen
Longships är mycket populärt bland sportdykare, då havet omkring holmarna har ett vatten med rikt marint liv och växter.

## Fyrtornet
Longships fyr står på Carn Bras, den högsta holmen som ligger 12 meter ovanför högvattenmärket.
Det ursprungliga tornet byggdes 1795 efter ritningar av arkitekten Samuel Wyatt, som även stod för utformningen av Trinity House i London. Fyrens ljusreflektor satt 24 meter över havet, men doldes vid hög sjö.
Ett nytt torn började byggas 1869.  Vid bygget av det nuvarande granittornet användes mycket av utrustningen som hade använts vid bygget av fyrtornet vid Wolf Rock några år tidigare.
Fyrljuset slogs på första gången i december 1873 och fyren hade då kostat 43 870 pund att bygga. Trots denna uppgradering förliste fartyget SS Bluejacket vid fyrens klippor, en klar natt 1898 och rev nästan fyren samtidigt. 
Sedan 1988 har fyren varit obemannad. Dess ljus har en räckvidd på 11 nautiska mil (20 kilometer), och ger en 5 sekunder långt ljussken var 10:e sekund. Ljuset är vitt sett från sjösidan, men har röda sektorer visas om fartyget ligger för nära antingen Cape Cornwall i nordlig riktning eller Gwennap Head i riktning syd-sydost. En mistlurssignal ljuder var tionde sekund. 